# 魏良辅
魏良辅（1522年以前—約1586年）:39，字尚泉，明代戏曲家、戏曲改革家，豫章（今江西南昌）人，被后人奉为“立昆之宗”，有“曲圣”的美誉，著作有《南词引正》。

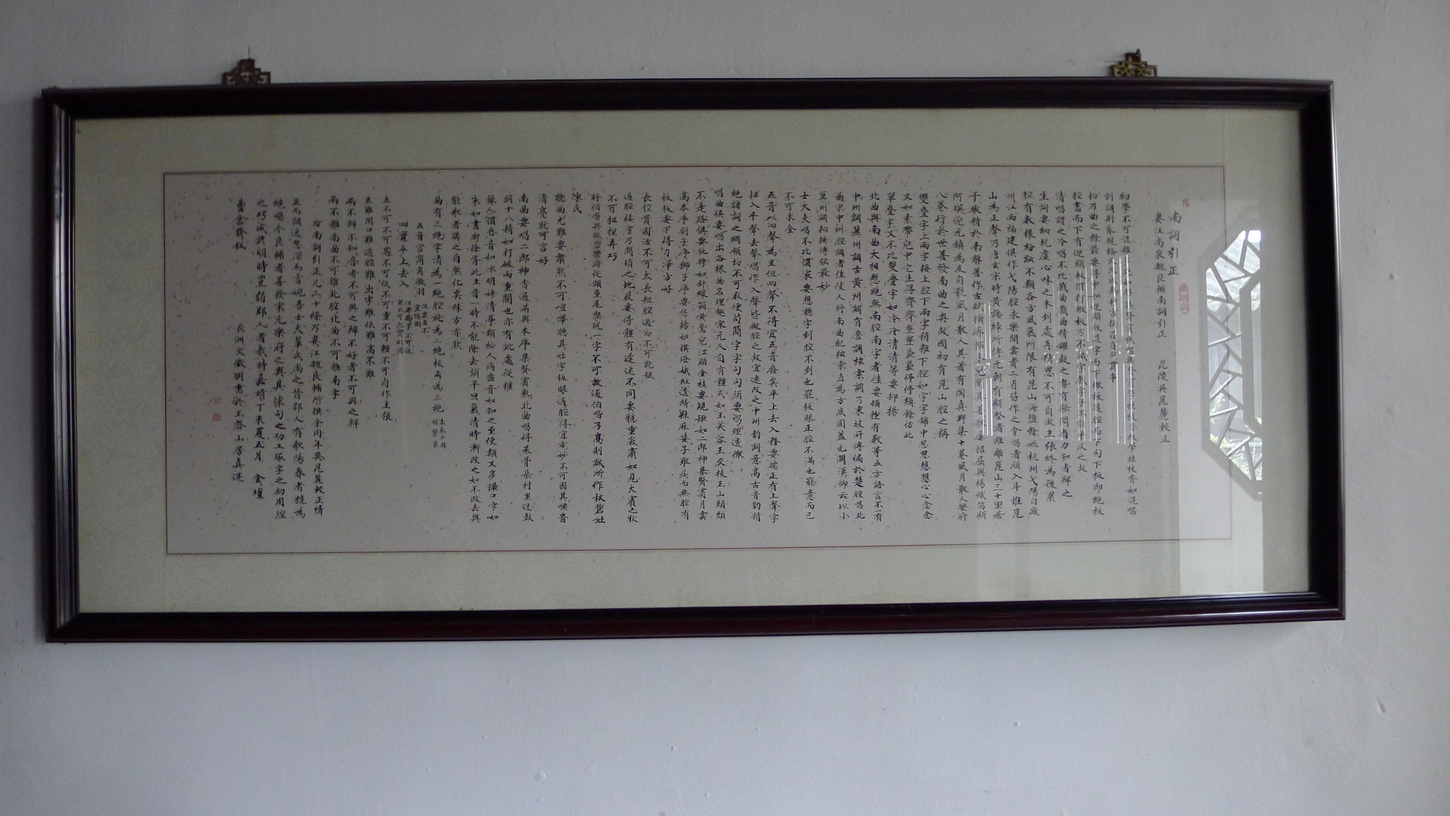
千灯镇顾坚纪念馆内悬挂的文征明手录魏良辅《南词引正》

## 生平
魏良辅先习北曲，按餘懷《寄暢園聞歌記》，魏良輔在學習北曲時因為比不過王友山，才“退而鏤心南曲”。在明代，他的家乡南昌盛行弋阳腔，不喜欢这种唱腔的他来到了江苏太仓，在这里，他以曲会友，结识了许多当时的南曲名家如过云适、张野塘等人。后来，他在这些人的协助下，将当时流行的海盐腔、余姚腔与太仓、昆山一带的土腔进行了梳理和融合，创造出“启口轻圆、收音纯细”，讲究“转喉押调”、“字正腔圆”，唱出“曲情理趣”的“水磨腔”，也就是今天所谓的“昆剧”、“昆曲”，時稱“吴中新乐”。除此之外，他也对伴奏乐器进行了改革，在原来单调的弦索、彭板伴奏中，加入了笛、箫、笙和琵琶等乐器，使得昆腔的发展更加成熟、完备。

## 女婿与传人
在魏良辅的影响下，他的助手和传人也同样对昆曲的发展做出了突出贡献。其中较突出的有张野塘和梁辰鱼：张野塘原为发配太仓的戍卒，精通“北曲”，魏良辅爱其之才，不嫌弃他戍卒之身，将女儿嫁与他；魏良辅开创水磨腔后，当时曲人纷纷“愿出良辅下”，梁辰鱼就是其中最杰出的学生代表，他的《浣纱记》，被认为是昆曲史上一部划时代的作品。

## 著作
《南词引正》

## 纪念邮戳
2004年6月28日，第28届世界遗产委员会会议在苏州召开期间，江苏太仓双凤少年邮局启用“立昆之宗魏良辅”邮戳，图案配以画家马伯乐绘制的《魏良辅开创水磨腔》。

## 籍贯与职业
关于魏良辅的出身地与职业，存在两种说法：一说为南昌县陶竹（今莲塘一带），职业为曲师乐工；一说为新建县松湖，嘉靖五年进士，曾任山东左市政使。曲艺学界通常采用前者说法。并有学者认为后者是因同籍同名引起的误解。